# إدارة جينوتيغا
إدارة جينوتيغا هي إدارة في نيكاراغوا، عاصمتها هي خينوتيغا .

## جغرافيا
تقع الإدارة في شمال نيكاراغوا و تتاخم الحدو مع هندوراس وتبلغ مساحتها 9٬753 كيلومتر مربع.

### الموقع
ويحدها الإدارات التالية :
- إقليم شمال الساحل الكاريبي المستقل

- إدارة ماتاغلبا
- إدارة إستيلي
- إدارة مدريز

- إدارة نويفا سيغوفيا

## ديموغرافيا
بيلغ عدد سكانها 41,372 نسمة (2012) تبلغ الكثافة السكانية 36 نسمة في كم².

## التقسيمات الإدارية
- Subregion [الإنجليزية]‏.